# قوكر
قوكر إحدى أكبر القرى التي تقع جنوب مدينة الجنينة. تقع على خط طول 22 و27ْ شرقا، وخط عرض 17 و 14ْ شمالا. في ولاية غرب دارفور بالقرب من الحدود السودانية التشادية.
بسبب النزاع في دارفور ، استقبلت عدد من النازحين من المناطق الأخرى التي تأثرت بالحرب .